# Joaquín Guzmán
Artikeln följer den spanska namnseden; faderns efternamn är Guzmán och moderns efternamn Loera.
Joaquín Archivaldo Guzmán Loera, även känd som "El Chapo", född 4 april 1957 i La Tuna i Badiraguato i Sinaloa, är en mexikansk dömd knarkkung. Han var den högste ledaren för Sinaloakartellen, en mexikansk kriminell organisation som är uppkallad efter Sinaloa, delstaten vid stillahavskusten där kartellen ursprungligen bildades. Guzmán tros ha beordrat och utfört tusentals mord i organisationens kamp mot mexikanska polisen och mot rivaliserande karteller. Han går ofta under smeknamnet El Chapo Guzmán (ungefär "Kortis Guzmán") på grund av sin ringa längd, 1,68 m. Han började som springpojke och torped åt maffian, steg under årens lopp i graderna och när Osiel Cárdenas, ledare för den rivaliserande Gulfkartellen greps 2003, blev han Mexikos mäktigaste narkotikabaron. 
Efter en eldstrid på Guadalajaras flygplats mellan Tijuanakartellen och Sinaloakartellen 1993, då kardinalen Juan Jesús Posadas Ocampo råkade hamna i skottlinjen och dödades, sattes stor press på mexikanska myndigheter att hitta Guzmán. Han greps i juni 1993 i Guatemala och dömdes till 20 års fängelse för vapeninnehav, mordet på Posadas samt narkotikahandel. 2001 lyckades han rymma från högsäkerhetsfängelset Puente Grande utanför Guadalajara, enligt vissa med hjälp av fängelsepersonal; först den 22 februari 2014 lyckades man gripa honom. Ungefär ett och ett halvt år senare lyckades han rymma igen.
USA:s finansdepartement omnämner honom som "den mäktigaste narkotikahandlaren i världen", och amerikanska myndigheter har utfäst en belöning på 5 miljoner dollar för information som kan leda till hans gripande. Tidningen Forbes har listat honom som världens 60:e mäktigaste person. Tidningen uppskattar hans förmögenhet till 1 miljard dollar, men då man inte kan verifiera att han verkligen är god för pengarna, har man numera tagit bort honom från listan.
Guzmán greps efter en eldstrid av mexikanska marinsoldater och federal polis den 8 januari 2016. Den 19 januari 2017 utlämnades han till USA för att ställas inför rätta. Den 12 februari 2019, efter en tre månader lång rättegång, fälldes han på samtliga tolv åtalspunkter, däribland mord och smuggling av tonvis med narkotika. Guzmán ansågs skyldig till alla åtal den 12 februari 2019 och dömdes den 17 juli 2019 till livstids fängelse plus 30 år.